# Georg Lundgren
Georg Emil Helmer Lundgren, född den 10 oktober 1923 i Linköping, död den 18 mars 1982 i Hamilton, Ontario, Kanada (kyrkobokförd i Göteborg), var en svensk kemist och professor.

## Biografi
Lundgren föddes och växte upp i en officersfamilj och tog studentexamen på Östermalms gymnasium i Stockholm 1942. Han studerade och arbetade i olika befattningar vid Stockholms Högskola under åren 1942 till 1952 då han avlade sin fil. lic.-examen. Han var samtidigt anställd vid Försvarets forskningsanstalt (FOA) 1948–1956 där han också var engagerad som konsult 1960–1964.
Lundgren blev 1963 professor i oorganisk kemi vid Göteborgs universitet och var prorektor 1970–1972  och blev 1972 universitetets rektor.
Lundgren hade en lång rad offentliga uppdrag inom utbildningsväsendet som t. ex.
- expert åt utrustningsnämnden för universitet och högskolor 1961,
- ledamot av fakultetsberedningen för matematik och naturvetenskap 1964–1970,
- ledamot av styrelsen för Korrosionsinstitutet från 1967,
- ledamot av styrelsen för universitetets datacentraler 1968–1977,
- ledamot av Samarbetsnämnden för lokal- och utrustningsprogramkommittéerna för universitet och högskolor (Lup-nämnden) 1972,
- ledamot av styrelsen för bl. a. Göteborgs högskoleregion från 1977,
- ledamot av Naturvetenskapliga forskningsrådet (NFR) från 1977,
- ledamot av Forskningsrådsnämnden (FRN) från 1980,
- ordförande för huvudmännen i Knut och Alice Wallenbergs stiftelse från april 1978.

Lundgren avled hastigt under ett besök vid Mc Master University i Hamilton, Kanada. Han är begravd på Örgryte nya kyrkogård.

## Utmärkelser
- Kommendör av Nordstjärneorden, 3 december 1974.[3]